# Ontario-Nord
Pour les articles homonymes, voir Ontario (homonymie).
Ontario-Nord fut une circonscription électorale fédérale de l'Ontario, représentée de 1867 à 1925.
C'est l'Acte de l'Amérique du Nord britannique de 1867 qui créa le district électoral d'Ontario-Nord. Abolie en 1924, la circonscription fut incorporée dans Muskoka—Ontario.
À ne pas confondre avec les circonscriptions d'Ontario-Sud représentée de 1867 à 1924 et d'Ontario-Ouest représentée de 1882 à 1903.

## Géographie
En 1867, la circonscription d'Ontario-Nord comprenait:
- Les cantons de Reach, Uxbirdge, Brock, Scott, Thorah, Mara et Scugog

En 1882, elle comprenait:
- Les cantons de Reach, Uxbirdge, Morrison, Ryde, Draper, Oakley, Macauley, MacLean et Ridout
- Les villages de Bracebridge et Cannington

## Députés
1. 1867-1872 — John Hall Thompson, PLC
2. 1872-1874 — William Henry Gibbs, CON
3. 1874-1876 — Adam Gordon, PLC
4. 1876-1878 — William Henry Gibbs, CON (2)
5. 1878-1882 — George Wheler, PLC
6. 1882-1887 — Alexander Peter Cockburn, PLC
7. 1887-1895 — Frank Madill, CON
8. 1895-1897 — John Alexander McGillivray, CON
9. 1897-1900 — Duncan Graham, IND
10. 1900-1903 — Angus McLeod, CON
11. 1903-1908 — George D. Grant, PLC
12. 1908-1919 — Samuel Simpson Sharpe, CON
13. 1919-1925 — Robert Henry Halbert, IND/PPC

- CON = Parti conservateur du Canada (ancien)
- PLC = Parti libéral du Canada
- PPC = Parti progressiste du Canada